# Нижні Шелаболки
Нижні Шела́болки (рос. Нижние Шелаболки, марій. Ӱлыл Солаволкы) — присілок у складі Гірськомарійського району Марій Ел, Росія. Входить до складу Червоноволзького сільського поселення.

## Населення
Населення — 194 особи (2010; 226 у 2002).
Національний склад (станом на 2002 рік):
- гірські марійці — 96 %